# Онага, Каллист Валентин
Каллист Валентин Онага (игбо Callistus Valentine Onaga, 29 сентября 1958 год, Агбуду, Колониальная Нигерия) — католический прелат, епископ Энугу с 9 февраля 2009 года.

## Биография
Каллист Валентин Онага родился 29 сентября 1958 года в населённом пункте Агбуду в семье Винцента и Виктории Онага, принадлежавшим к народу игбо. Его мать была дочерью вождя игбо Чуквуани из Озаллы Акну. В 1972 году Каллист Валентин Онага окончил начальную школу святого Антония в Агбуду. В 1975 году получил среднее образование в малой семинарии Святейшего Сердца Иисуса в городе Нсуде, после чего обучался в Риме в Городском римском университете, где в 1987 году получил научную степень бакалавра богословия. 8 августа 1987 года Каллист Валентин Онага был рукоположён в священника, после чего служил в различных приходах епархии Энугу. Был настоятелем церкви Пресвятой Девы Марии в Энугу и исполнял должность генерального викария епархии Энугу.
9 февраля 2009 года Римский папа Бенедикт XVI назначил Каллиста Валентина Онагу епископом Энугу. 9 февраля 2009 года состоялось рукоположение Каллиста Валентина Онаги в епископа, которое совершил апостольский нунций в Нигерии и титулярный архиепископ Батрианы Ренцо Фратини в сослужении с архиепископом Оничи Валерианом Океке и епископом Энугу Антонием Оконкво Гбуджи.